# Четвртковаць
Четвртковаць (хорв. Četvrtkovac) — населений пункт у Хорватії, в Сисацько-Мославинській жупанії у складі громади Суня.

## Населення
Населення за даними перепису 2011 року становило 232 осіб.
Динаміка чисельності населення поселення:

## Клімат
Середня річна температура становить 10,95 °C, середня максимальна – 25,64 °C, а середня мінімальна – -6,31 °C. Середня річна кількість опадів – 952 мм.
| Клімат поселення                              | Клімат поселення | Клімат поселення | Клімат поселення | Клімат поселення | Клімат поселення | Клімат поселення | Клімат поселення | Клімат поселення | Клімат поселення | Клімат поселення | Клімат поселення | Клімат поселення | Клімат поселення |
| Показник                                      | Січ.             | Лют.             | Бер.             | Квіт.            | Трав.            | Черв.            | Лип.             | Серп.            | Вер.             | Жовт.            | Лист.            | Груд.            |                  |
| Середній максимум, °C                         | 7,01             | 9,12             | 13,64            | 17,93            | 22,42            | 25,64            | 24,83            | 24,07            | 20,48            | 15,41            | 10,03            | 5,69             |                  |
| Середня температура, °C                       | 0,34             | 2,46             | 6,96             | 11,28            | 15,76            | 18,97            | 20,67            | 19,91            | 16,32            | 11,24            | 5,89             | 1,54             |                  |
| Середній мінімум, °C                          | −6,31            | −4,2             | 0,30             | 4,61             | 9,10             | 12,31            | 16,52            | 15,75            | 12,18            | 7,10             | 1,72             | −2,63            |                  |
| Норма опадів, мм                              | 59               | 57               | 66               | 79               | 83               | 94               | 85               | 87               | 85               | 89               | 94               | 74               |                  |
| Середньомісячна швидкість вітру, м/с          | 1.70             | 1.90             | 2.30             | 2.20             | 2.00             | 1.80             | 1.80             | 1.66             | 1.61             | 1.70             | 1.72             | 1.76             |                  |
| Середньомісячна сонячна радіація, кДж/м²·день | 4256             | 7028             | 10793            | 15255            | 19559            | 21665            | 22770            | 19816            | 14630            | 9021             | 4819             | 3534             |                  |
| --------------------------------------------- | ---------------- | ---------------- | ---------------- | ---------------- | ---------------- | ---------------- | ---------------- | ---------------- | ---------------- | ---------------- | ---------------- | ---------------- | ---------------- |
| Джерело:                                      |                  |                  |                  |                  |                  |                  |                  |                  |                  |                  |                  |                  |                  |